# Zihlathi Ndwandwe
Zihlathi Ndwandwe (alias Zilathi Nxumalo) (décédée en 1975) est Ndlovukati (Reine mère) du Swaziland sous le règne de Sobhuza II. Sa sœur et co-épouse Seneleleni Ndwandwe lui a succédé.